# Großer Preis von Monaco 1933

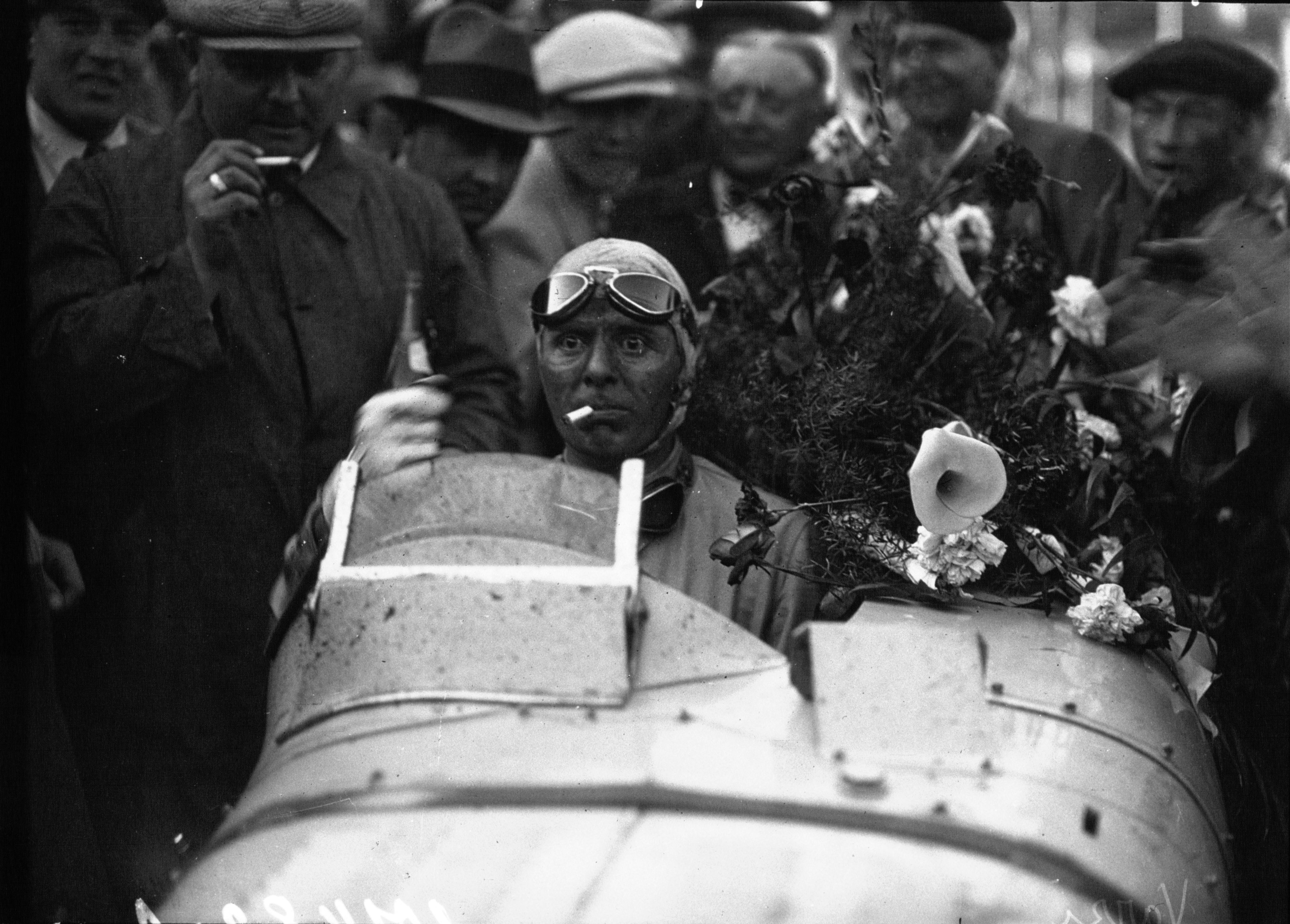
Rennsieger Achille Varzi knapp nach der Zieldurchfahrt

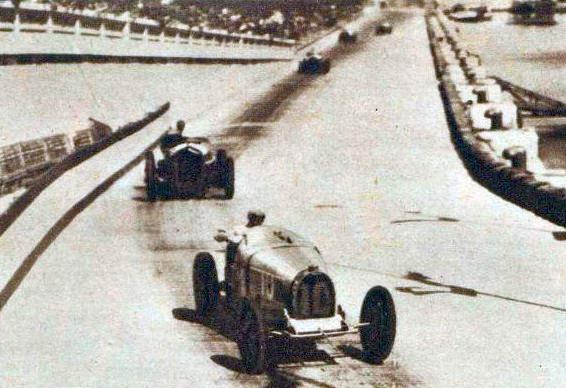
Zweikampf über 100 Runden; Achille Varzi gegen Tazio Nuvolari

Der V Große Preis von Monaco (V Grand Prix de Monaco) fand am 23. April 1933 auf dem Circuit de Monaco in Monte Carlo statt. Das Rennen wurde ohne vorgegebene Rennformel für die Wagen über 100 Runden à 3,180 km ausgetragen, was einer Gesamtdistanz von 318,0 km entsprach. Obwohl es damit unter den in den Regularien der internationalen Grand-Prix-Rennen eigentlich vorgeschriebenen Mindestdistanz von 500 km lag, wurde es in diesem Jahr erstmals in den Kreis der offiziellen Grandes Épreuves aufgenommen.
Sieger des Rennens, das als eines der spannendsten der Grand-Prix-Geschichte gilt, wurde der Italiener Achille Varzi auf einem Bugatti Type 51. Im Training hatte der deutsche Fahrer Rudolf Caracciola mit seinem Alfa Romeo 8C-2300 Typ „Monza“ einen schweren Unfall, aufgrund dessen er sich über ein Jahr lang nicht mehr an Automobilrennen beteiligen konnte.

## Rennen
Aufgrund des enormen Publikumsinteresses, der nahezu perfekten Organisation und der stets hervorragenden Besetzung wurde der Große Preis von Monaco 1933 zum ersten Mal in die höchste Kategorie für Motorsportveranstaltungen, den sogenannten Grandes Épreuves aufgenommen. Als besonderes Novum wurden bei diesem Rennen zum ersten Mal überhaupt in der Grand-Prix-Geschichte die Positionen in der Startaufstellung anhand der im Training erzielten Rundenzeiten vergeben. Das Verfahren setzte sich bald darauf auch bei den anderen Rennen immer mehr durch.
Der Bedeutung des Rennens gemäß waren unter den Teilnehmern praktisch alle damaligen Spitzenfahrer vertreten. Nach dem offiziellen Rückzug von Alfa Romeo aus dem Grand-Prix-Sport war die Scuderia Ferrari nun de-facto in den Status einer Werksmannschaft für den italienischen Automobilhersteller aufgerückt. Da das Werk die im Vorjahr so erfolgreichen Monopostos vom Typ Alfa Romeo Tipo B aber zurückhielt, musste das Team jedoch auf die älteren Vorgängermodelle Alfa Romeo Typ „Monza“ zurückgreifen, von denen die Motoren der beiden Autos von Tazio Nuvolari und Mario Umberto Borzacchini auf 2,65 Liter Hubraum aufgebohrt worden waren. Weitere „Monzas“, jedoch mit den Originalmotoren von 2,3 Litern Hubraum, wurden für ihre beiden Teamkollegen Eugenio Siena und Carlo Felice Trossi eingesetzt, ebenso wie von den beiden Privatfahrern „Tim“ Birkin und Philippe Étancelin sowie auch der von den beiden Top-Piloten Louis Chiron und Rudolf Caracciola gegründeten neuen Renngemeinschaft Scuderia CC. Caracciola hatte bei der Jagd auf eine gute Trainingszeit in der Tabak-Kurve einen schweren Unfall, bei dem er sich einen Bruch der Hüfte zuzog, der ihn danach über ein Jahr lang außer Gefecht setzte.
Bugatti schickte mit Achille Varzi, René Dreyfus und William Grover-Williams (wie immer unter dem Pseudonym „W. Williams“ fahrend) sein komplettes Werksteam mit seinen bewährten, auf dem engen Stadtkurs noch immer absolut konkurrenzfähigen Bugatti Type 51 2,3-Liter-Grand-Prix-Modellen aus 1931 ins Rennen, wie sie auch von den unabhängigen Fahrern Earl Francis Howe, Benoît Falchetto, Marcel Lehoux und László Hartmann eingesetzt wurden.
Maserati trat dagegen in diesem Jahr ohne offizielle Werksmannschaft an. Stattdessen hatten Luigi Fagioli, Goffredo Zehender und Raymond Sommer ihre neuen 3-Liter-Rennwagen nominell privat gemeldet, wurden aber als zahlende Kunden dennoch an den Boxen auch von Werksmechanikern betreut. Während Zehender und Sommer über zwei der brandneuen Monopostos vom Typ Maserati 8CM mit 3-Liter-Motor verfügten – bei denen sich allerdings die Straßenlage als noch stark verbesserungsbedürftig erwies – musste oder durfte sich Fagioli mit einem zweisitzigen Vorjahresmodell zufriedengeben, das lediglich ebenfalls mit einem 3-Liter-Austauschmotor ausgerüstet worden war.
Bei sonnigem, warmen Wetter übernahm Varzi unter den insgesamt 18 Teilnehmern vom besten Startplatz aus direkt die Führung. Nuvolari folgte aus der zweiten Reihe seinem Erzrivalen dicht und passierte ihn in der zehnten Runde auch zum ersten Mal. Damit wurde eines der berühmtesten Duelle der Motorsportgeschichte eröffnet, das sich im Anschluss über die gesamte Renndistanz erstreckte und bei dem es zwischen den beiden Italienern zu nicht weniger als 21 Führungswechseln kam. Beinahe hätten sogar auch Étancelin und Borzacchini noch in diesen Kampf mit eingreifen können, die sich zu Beginn – zusammen mit Lehoux – eine Zeit lang direkt hinter den beiden Führenden gehalten hatten und sich zur Rennmitte beide sogar noch einmal auf Schlagdistanz herankämpften. In der 69. Runde blieb Lehoux mit Motorschaden liegen und auch Borzacchini konnte das Tempo bald wegen nachlassender Motorleistung nicht mehr ganz mitgehen.
Erst in der letzten Runde fiel die Entscheidung. Nuvolari fuhr in Führung liegend in den Tunnel ein, Varzi zuerst hinaus. Mit einem Motorschaden musste Nuvolari mit ansehen wie der blaue Bugatti davonfuhr. Um noch den zweiten Platz zu retten, sprang Nuvolari aus dem Wagen und schob seinen Alfa Romeo in Richtung Hafenschikane hinab. Auch einer seiner Mechaniker, wie auch einige Zuschauer liefen auf die Strecke und halfen dem Italiener beim Schieben. In der Zwischenzeit fuhren auch Borzacchini und Dreyfus vorbei, so dass Nuvolari als Vierter über die Linie kam. Wegen der unerlaubten Hilfe von außen (eigenes Anschieben war zu der Zeit kein Vergehen) wurde ihm dieser Platz nachträglich aberkannt. Auch der Motor von Nuvolaris Teamkollegen Borzacchini ging kurz nach Überfahren der Ziellinie hoch.

## Ergebnisse

### Meldeliste
| Team                       | Nr. | Fahrer                    | Info  | Chassis          | Motor                         | Reifen |
| -------------------------- | --- | ------------------------- | ----- | ---------------- | ----------------------------- | ------ |
| Scuderia Chiron-Caracciola | 02  | Rudolf Caracciola         | DNS a | Alfa Romeo Monza | Alfa Romeo 2.3L I8 Kompressor | M      |
| Scuderia Chiron-Caracciola | 16  | Louis Chiron              |       | Alfa Romeo Monza | Alfa Romeo 2.3L I8 Kompressor | M      |
| Bernard Rubin              | 04  | Tim Birkin                |       | Alfa Romeo Monza | Alfa Romeo 2.3L I8 Kompressor | D      |
| Earl Howe                  | 06  | Earl Howe                 |       | Bugatti T51      | Bugatti 2.3L I8 Kompressor    | D      |
| Automobiles Ettore Bugatti | 08  | René Dreyfus              |       | Bugatti T51      | Bugatti 2.3L I8 Kompressor    | M      |
| Automobiles Ettore Bugatti | 10  | Achille Varzi             |       | Bugatti T51      | Bugatti 2.3L I8 Kompressor    | M      |
| Automobiles Ettore Bugatti | 12  | William Grover-Williams   |       | Bugatti T51      | Bugatti 2.3L I8 Kompressor    | M      |
| Benoît Falchetto           | 14  | Benoît Falchetto          |       | Bugatti T51      | Bugatti 2.3L I8 Kompressor    |        |
| Philippe Étancelin         | 18  | Philippe Étancelin        |       | Alfa Romeo Monza | Alfa Romeo 2.3L I8 Kompressor |        |
| Marcel Lehoux              | 20  | Marcel Lehoux             |       | Bugatti T51      | Bugatti 2.3L I8 Kompressor    |        |
| Jean-Pierre Wimille        | 22  | Jean-Pierre Wimille       |       | Alfa Romeo Monza | Alfa Romeo 2.3L I8 Kompressor |        |
| László Hartmann            | 24  | László Hartmann           |       | Bugatti T51      | Bugatti 2.3L I8 Kompressor    |        |
| Scuderia Ferrari           | 26  | Mario Umberto Borzacchini |       | Alfa Romeo Monza | Alfa Romeo 2.6L I8 Kompressor | E      |
| Scuderia Ferrari           | 28  | Tazio Nuvolari            |       | Alfa Romeo Monza | Alfa Romeo 2.6L I8 Kompressor | E      |
| Scuderia Ferrari           | 30  | Eugenio Siena             |       | Alfa Romeo Monza | Alfa Romeo 2.3L I8 Kompressor | E      |
| Scuderia Ferrari           | 32  | Carlo Felice Trossi       |       | Alfa Romeo Monza | Alfa Romeo 2.3L I8 Kompressor | E      |
| Luigi Fagioli              | 34  | Luigi Fagioli             |       | Maserati 8C-3000 | Maserati 3.0L I8 Kompressor   | P      |
| Raymond Sommer             | 36  | Raymond Sommer            |       | Maserati 8CM     | Maserati 3.0L I8 Kompressor   |        |
| Raymond Sommer             | 38  | Goffredo Zehender         |       | Maserati 8CM     | Maserati 3.0L I8 Kompressor   |        |
| Hans Stuber                |     | Hans Stuber               | ERF b | Bugatti T51      | Bugatti 2.3L I8 Kompressor    |        |

### Startaufstellung
Zum ersten Mal im Grand-Prix-Sport wurden die Positionen in der Startaufstellung gemäß der im Training erzielten Rundenzeiten vergeben.
| 3                    | 2                  | 1                 |
| -------------------- | ------------------ | ----------------- |
| Borzacchini 2:03 min | Chiron 2:03 min    | Varzi 2:02 min    |
| 6                    | 5                  | 4                 |
| Dreyfus 2:05 min     | Étancelin 2:04 min | Nuvolari 2:04 min |
| 9                    | 8                  | 7                 |
| Lehoux 2:07 min      | Wimille 2:06 min   | Fagioli 2:06 min  |
| 12                   | 11                 | 10                |
| Falchetto 2:09 min   | Zehender 2:08 min  | Trossi 2:08 min   |
| 15                   | 14                 | 13                |
| Birkin 2:11 min      | Williams 2:11 min  | Howe 2:09 min     |
| 18                   | 17                 | 16                |
| Hartmann 2:22 min    | Sommer 2:15 min    | Siena 2:13 min    |

### Rennergebnis
| Pos. | Fahrer                  | Konstrukteur | Runden | Stopps | Zeit         | Start | Schnellste Runde | Ausfallgrund                              |
| ---- | ----------------------- | ------------ | ------ | ------ | ------------ | ----- | ---------------- | ----------------------------------------- |
| 01   | Achille Varzi           | Bugatti      | 100    |        | 3:27:49,4 h  | 1     | 1:59,0 min       |                                           |
| 02   | Baconin Borzacchini     | Alfa Romeo   | 100    |        | + 2:00,0 min | 3     |                  |                                           |
| —    | Tazio Nuvolari          | Alfa Romeo   | 100    |        | DSQ          | 4     |                  | Inanspruchnahme fremder Hilfe             |
| 03   | René Dreyfus            | Bugatti      | 99     |        | + 1 Runde    | 6     |                  |                                           |
| 04   | Louis Chiron            | Alfa Romeo   | 97     |        | + 3 Runden   | 2     |                  |                                           |
| 05   | Carlo Felice Trossi     | Alfa Romeo   | 97     |        | + 3 Runden   | 10    |                  |                                           |
| 06   | Goffredo Zehender       | Maserati     | 94     |        | + 6 Runden   | 11    |                  |                                           |
| 07   | William Grover-Williams | Bugatti      | 90     |        | + 10 Runden  | 14    |                  |                                           |
| 08   | László Hartmann         | Bugatti      | 86     |        | + 14 Runden  | 18    |                  |                                           |
| —    | Benoît Falchetto        | Bugatti      | 84     |        | DNF          | 12    |                  | Achsbruch                                 |
| —    | Philippe Étancelin      | Alfa Romeo   | 69     |        | DNF          | 5     |                  | defekte Antriebswelle                     |
| —    | Luigi Fagioli           | Maserati     | 61     |        | DNF          | 7     |                  | Vergaserschaden und defekter Magnetzünder |
| —    | Earl Howe               | Bugatti      | 48     |        | DNF          | 13    |                  | Achsbruch                                 |
| —    | Jean-Pierre Wimille     | Alfa Romeo   | 28     |        | DNF          | 8     |                  | Bremsdefekt                               |
| —    | Marcel Lehoux           | Bugatti      | 25     |        | DNF          | 9     |                  | defekte Kraftübertragung                  |
| —    | Raymond Sommer          | Maserati     | 19     |        | DNF          | 17    |                  | defekte Pleuelstange                      |
| —    | Tim Birkin              | Alfa Romeo   | 17     |        | DNF          | 15    |                  | Differentialschaden                       |
| —    | Eugenio Siena           | Alfa Romeo   | 7      |        | DNF          | 16    |                  | Kupplungsschaden                          |